# خوزه گیرائو
خوزه گیرائو (انگلیسی: José Guirao; ۹ ژوئن ۱۹۵۹ – ۱۱ ژوئیهٔ ۲۰۲۲) مدیر فرهنگی و سیاست‌مدار اهل اسپانیا بود. وی در سال‌های ۲۰۱۸ تا ۲۰۲۰ مسئولیت وزارت فرهنگ و ورزش اسپانیا را در کابینه پدرو سانچز به عهده داشت.